# Осгуд, Вильям Фог
Вильям Фог Осгуд (англ. William Fogg Osgood; 1864—1943) — американский математик.
Основные труды в комплексном анализе и теории гироскопа.
Наиболее известен примером плоской кривой без самопересечений и положительной площадью, иногда называемой кривой Осгуда.

## Биография
В 1886 году он окончил Гарвард.
После учился в университетах Геттингена (1887—1889) и Эрлангена.
Далее вернулся в Гарвард, где работал инструктором (1890—1893),
доцентом (1893—1903),
и после профессором математики.
С 1934 по 1936 году работал в Пекинском университете.
Двоюродная сестра Осгуда, Луиза Осгуд, мать Бернарда Коопмана.

## Признание
- Был удостоен звания почетного профессора в 1933 году.
- Осгуд был заведующим кафедрой математики в Гарвардском университете, с 1918 по 1922 год.
- Работал редактором Annals of Mathematics 1899—1902 и также редактором  Transactions of the American Mathematical Society в 1909—1910.
- В 1904—1905 годах был президентом Американского математического общества.
- В 1904 году он был избран членом Национальной академии наук США[6].

## Книги
- Introduction to Infinite Series (Harvard University Press 1897; third edition, 1906)
- (with W. C. Graustein) Plane and solid analytic geometry (Macmillan, NY, 1921)
- Lehrbuch der Funktionentheorie (Teubner, Berlin, 1907; second edition, 1912)
- First Course in Differential and Integral Calculus (1907; revised edition, 1909)
- Elementary calculus (MacMillan, NY, 1921)
- Mechanics (MacMillan, NY, 1937)

## Внешние ссылки
- O'Connor, John J.; Robertson, Edmund F. (August 2005), "William Fogg Osgood" Архивная копия от 3 февраля 2015 на Wayback Machine, MacTutor History of Mathematics archive, University of St Andrews